# Place des Allobroges et Jardin du 8-Mai-1945 de Vienne
Pour les articles homonymes, voir Champ de Mars.
La place des Allobrogres et le jardin du 8-Mai-1945 constituent le Champ de Mars de Vienne. Ils sont situés au sud du centre-ville, vers la gare de Vienne, non loin du musée archéologique Saint-Pierre.

## Histoire

### Clos Saint-Pierre
Vers le XIe siècle, il y avait là une vigne qui fut donnée au monastère de Saint-Pierre par l'archevêque Sobon ; les successeurs de Louis l'Aveugle n'ayant pas respectés cette donation, la vigne fut restituée par Ermengarde douairière de Bourgogne, au même monastère, qui n'a pas cessé de la posséder jusqu'à la Révolution. Le 2 novembre 1789, l'Assemblée nationale déclara les biens ecclésiastiques propriété nationale ; cette vigne, appelée clos Saint-Pierre, allait être vendue et morcelée lorsque les citoyens l'achetèrent par souscription et en firent don à la ville en 1791.

### Champ de Mars
L'ex-vigne est ensuite transformée en une vaste esplanade, le Champ-de-Mars, et sert aux exercices militaires de la caserne de cavalerie (situé à l'emplacement de l'actuelle place Camille Jouffray) ; d'où le nom de Champ-de-Mars. C'est ici que se déroulent les grandes fêtes et cortèges révolutionnaires comme, le 21 novembre 1793, la fête de la Liberté avec des décors éphémères grandioses.
Tout au long du XIXe siècle le Champ-de-Mars est le cadre habituel des manifestations publiques viennoises : revues militaires, fêtes patriotiques, banquets, réjouissances populaires. 

### Place des Allobroges
En 1897, la partie Est de l'ex Champ-de-Mars prend le nom de Place des Allobroges (même si les viennois l'appellent toujours Champ de Mars). Au début des années 2000, la place se dote d'un skatepark divisant la place en deux. Adapté provisoirement en lieu de stationnement durant la réalisation du parking du centre ancien et la rénovation du parc de stationnement Saint-Marcel, en 2011, le Champ-de-Mars retourne ensuite à sa vocation initiale. Ce lieu de détente et de promenade apprécié des viennois a également subit une cure d’embellissement.

### Jardin public
La création du jardin public, entre 1895 et 1897, répond aux vœux de la population viennoise de disposer d'un lieu de promenade agrémentée de pièces d'eau, de massifs floraux et d'arbres exotiques.
À l'occasion de cet aménagement, une voie romaine bordée d'un trottoir est découverte, en 1895. Datant peut-être du Ier siècle, comme la voie d'Agrippa passant par la cité antique de Vienna Allobrogum (mais cinq autres voies romaines la traversaient), elle conduisait aux grands entrepôts construits sur les berges du Rhône. 
D'autres vestiges sont mis en scène dans le jardin, comme une borne milliaire romaine érigée lors du règne de l'empereur Constantin, au début du VIe siècle, et trouvée dans les environs, en 1752. L'inscription est martelée, et le nom de Maximien Hercule aurait été effacé à la suite de sa damnatio memoriæ par Constantin, après 311. De plus, une sculpture médiévale d'un lion monté par un jeune homme, et provenant du cimetière de l'abbaye Saint-Pierre, y est installée.
En 1911 est inauguré le monument à Michel Servet, réalisé sur commande publique par le sculpteur viennois Joseph Bernard. Michel Servet, médecin, théologien et humaniste, emprisonné à Vienne en avril 1553, se réfugia à Genève où il fut condamné au bûcher à l'instigation du réformateur Calvin.

### Jardin du 8 mai 1945
En 1976, le jardin public prend le nom de Jardin du 8 mai 1945, en hommage à la victoire des alliés sur les puissances de l'axe, bien que les viennois l'appellent toujours Jardin public ou Jardin de ville. 

## Galerie

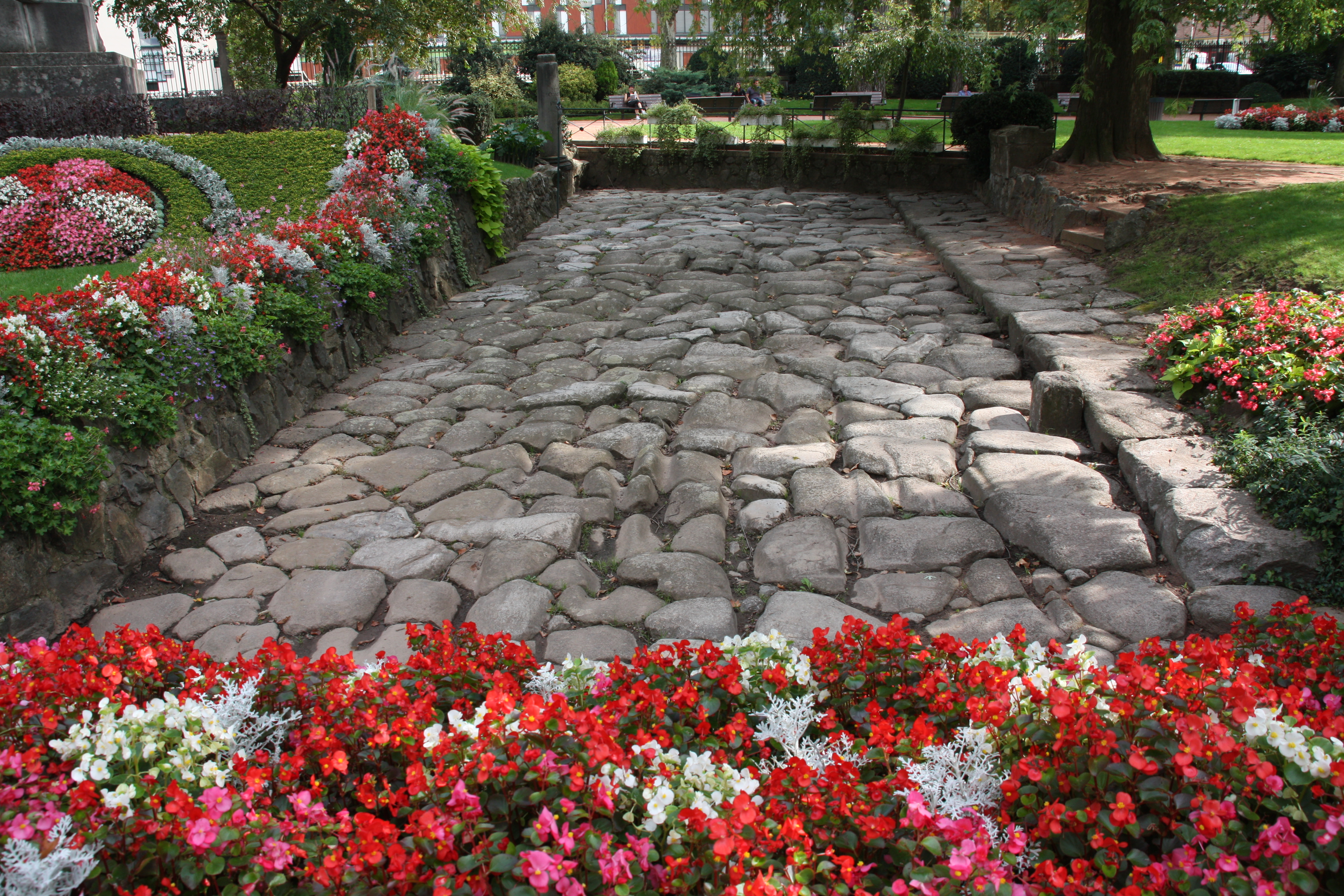
La voie romaine dans le jardin du 8 mai 1945
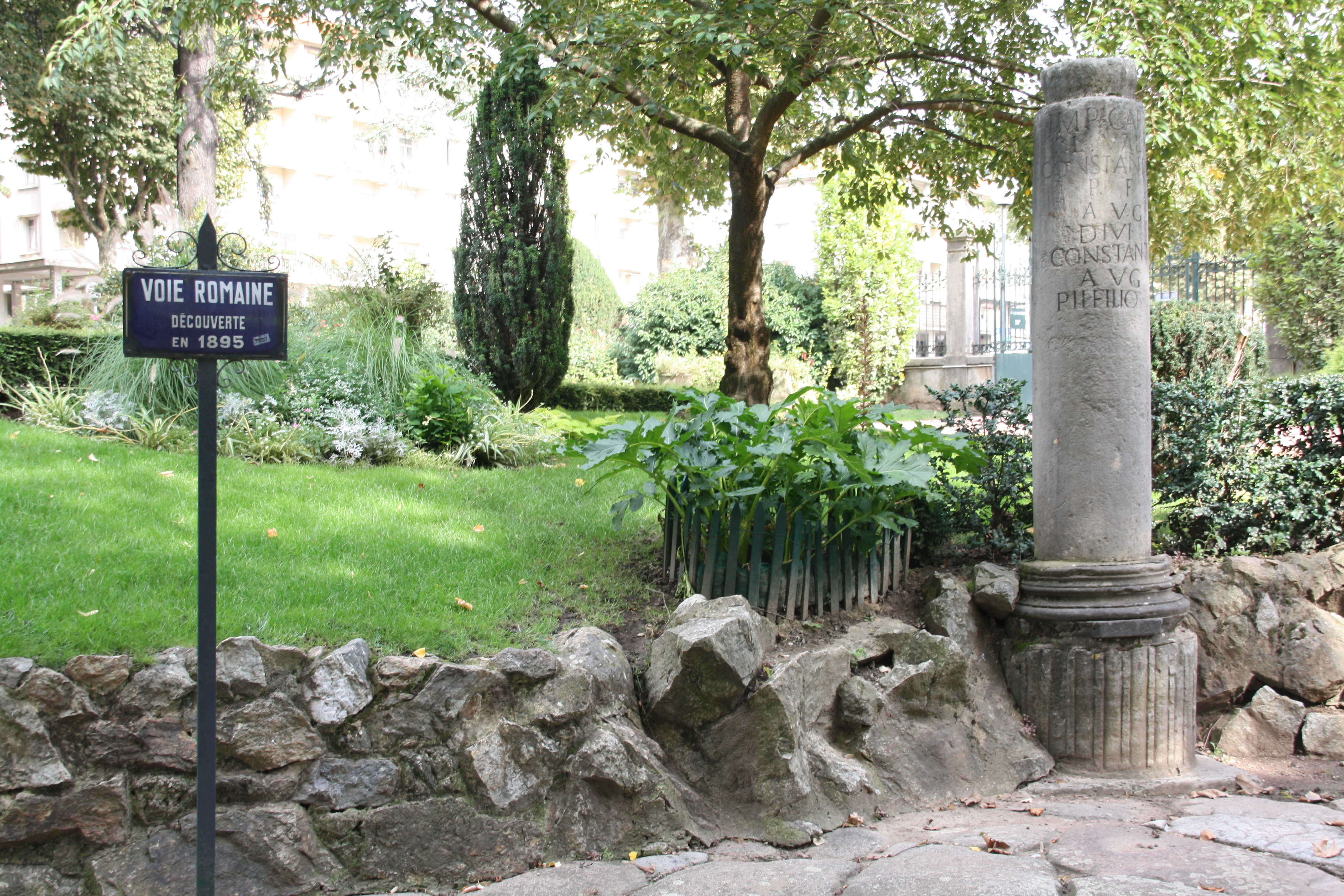
La borne milliaire et un panneau de signalisation
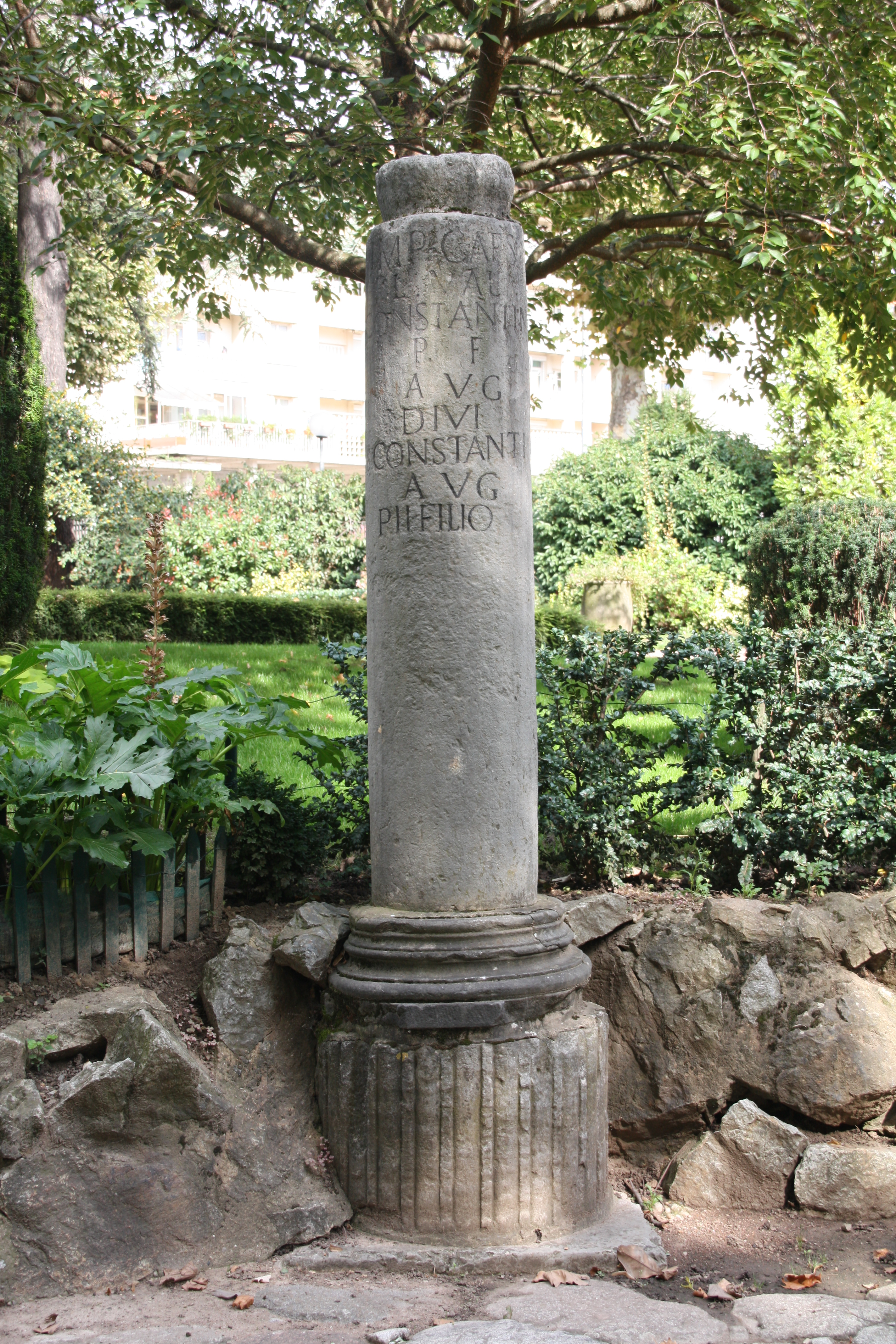
La borne milliaire et son socle moderne
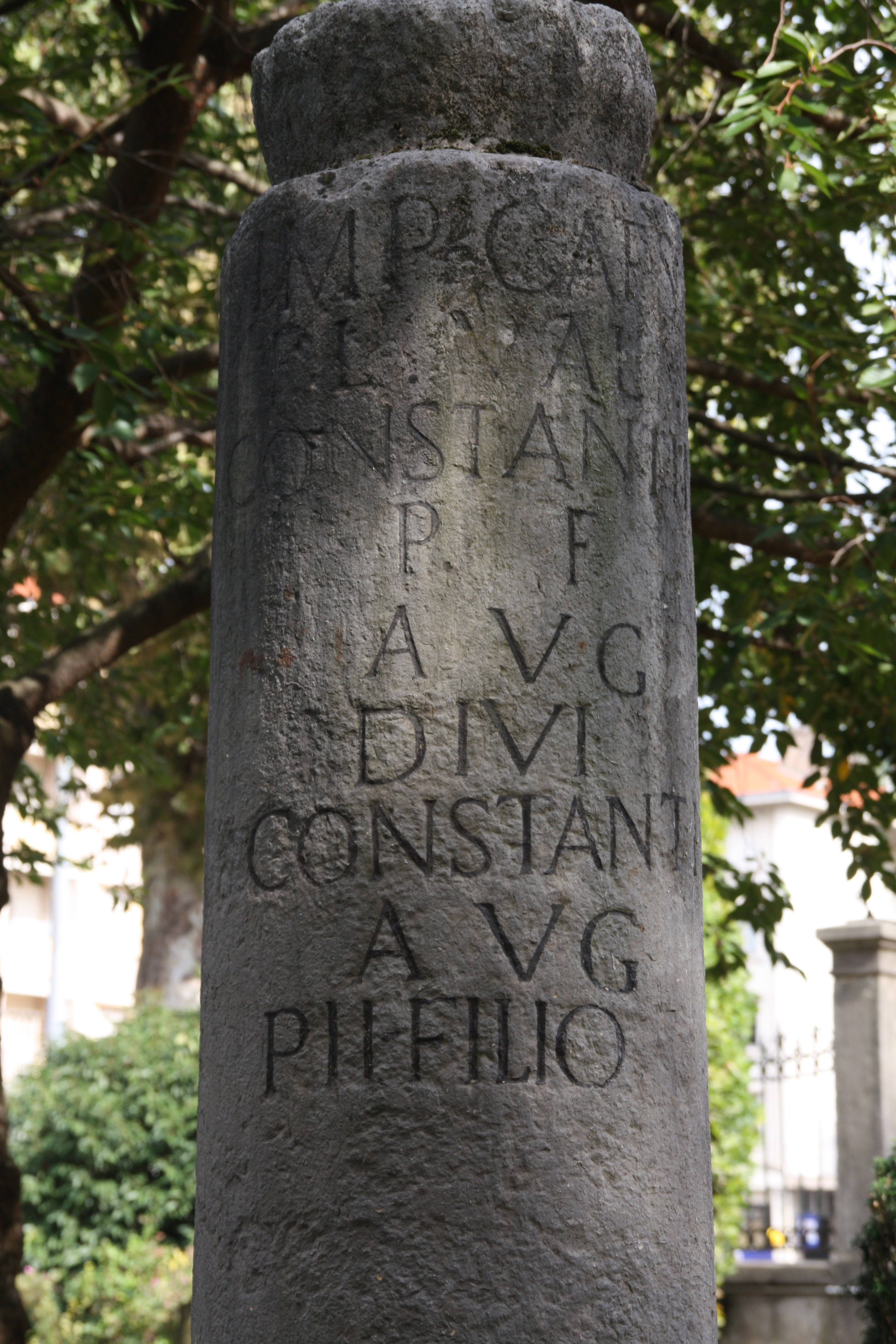
Détail de l'inscription

## Accessibilité
Ce site est desservi par l'arrêt Champ de Mars de la ligne 2 et l'arrêt Jardin de ville des lignes 1, 2,  3, 4 et 8 du réseau L'va.